# Siomki (gromada)
Siomki – dawna gromada, czyli najmniejsza jednostka podziału terytorialnego Polskiej Rzeczypospolitej Ludowej w latach 1954–1972.
Gromady, z gromadzkimi radami narodowymi (GRN) jako organami władzy najniższego stopnia na wsi, funkcjonowały od reformy reorganizującej administrację wiejską przeprowadzonej jesienią 1954 do momentu ich zniesienia z dniem 1 stycznia 1973, tym samym wypierając organizację gminną w latach 1954–1972.
Gromadę Siomki siedzibą GRN w Siomkach utworzono – jako jedną z 8759 gromad na obszarze Polski – w powiecie piotrkowskim w woj. łódzkim, na mocy uchwały nr 35/54 WRN w Łodzi z dnia 4 października 1954. W skład jednostki weszły obszary dotychczasowych gromad Bujny, Gąski, Glina, Krzyżanów, Piaski i Siomki ze zniesionej gminy Siomki oraz obszar dotychczasowej gromady Wola Rokszycka ze zniesionej gminy Szydłów w tymże powiecie. Dla gromady ustalono 20 członków gromadzkiej rady narodowej.
1 lipca 1968 gromadę zniesiono, a jej obszar włączono do gromad: Milejów (wieś Glina oraz wieś Piaski) i Wola Krzysztoporska (wieś Bujny, wieś i kolonię Gąski, wieś Krzyżanów, wieś Siomki oraz wieś Wola Rokszycka) w tymże powiecie.